# Hussein Ammouta
Hussein Ammouta (in arabo الحسين عموتة‎?, in berbero ⵍⵃⵓⵙⵉⵏ ⵄⵎⵓⵜⴰ; scritto anche Lhoussaine Ammouta; Khemisset, 24 ottobre 1969) è un allenatore di calcio ed ex calciatore marocchino, di ruolo centrocampista, tecnico dell'Al-Jazira.

## Carriera
Ha giocato come centrocampista e ha trascorso tutta la sua carriera da giocatore in Medio Oriente e Africa. Ha partecipato alle Olimpiadi del 1992.
Il 27 giugno 2023 diviene il commissario tecnico della nazionale giordana, che guida al raggiungimento della finale nella coppa d’Asia 2024, disputata in Qatar nel 2024.
Nel giugno 2024 firma un contratto biennale con la squadra degli Emirati Arabi Uniti dell'Al-Jazira Club

## Statistiche

### Statistiche da allenatore

#### Nazionale giordana
Statistiche aggiornate al 6 febbraio 2024.
| Squadra   | Naz                  | dal            | al       | Record | Record | Record | Record     | Record | Record | Record | Record |
| G         | V                    | N              | P        | GF     | GS     | DR     | % Vittorie |        |        |        |        |
| --------- | -------------------- | -------------- | -------- | ------ | ------ | ------ | ---------- | ------ | ------ | ------ | ------ |
| Giordania | Giordania (bandiera) | 26 giugno 2023 | in corso | 18     | 7      | 3      | 8          | 32     | 33     | −1     | 38,89  |

#### Nazionale giordana nel dettaglio
| 2023             | Giordania        | Qual. Mondiali 2026 | nel gruppo G     | 2  | 0 | 1 | 1 | &0,00   | 1  | 3  | -2  |
| 2024             | Giordania        | Qual. Mondiali 2026 | nel gruppo G     | 2  | 2 | 0 | 0 | 100,00& | 10 | 0  | +10 |
| gen.-feb. 2024   | Giordania        | Coppa d'Asia 2023   | 2°               | 7  | 4 | 1 | 2 | 57,14   | 13 | 8  | +5  |
| Dal 2023         | Giordania        | Amichevoli          |                  | 7  | 1 | 1 | 5 | 14,29   | 8  | 22 | -14 |
| Totale Giordania | Totale Giordania | Totale Giordania    | Totale Giordania | 18 | 7 | 3 | 8 | 38,89   | 32 | 33 | -1  |

#### Panchine da commissario tecnico della nazionale giordana
| Cronologia completa delle presenze e delle reti in nazionale ― Giordania | Cronologia completa delle presenze e delle reti in nazionale ― Giordania | Cronologia completa delle presenze e delle reti in nazionale ― Giordania | Cronologia completa delle presenze e delle reti in nazionale ― Giordania | Cronologia completa delle presenze e delle reti in nazionale ― Giordania | Cronologia completa delle presenze e delle reti in nazionale ― Giordania | Cronologia completa delle presenze e delle reti in nazionale ― Giordania          | Cronologia completa delle presenze e delle reti in nazionale ― Giordania |
| Data                                                                     | Città                                                                    | In casa                                                                  | Risultato                                                                | Ospiti                                                                   | Competizione                                                             | Reti                                                                              | Note                                                                     |
| ------------------------------------------------------------------------ | ------------------------------------------------------------------------ | ------------------------------------------------------------------------ | ------------------------------------------------------------------------ | ------------------------------------------------------------------------ | ------------------------------------------------------------------------ | --------------------------------------------------------------------------------- | ------------------------------------------------------------------------ |
| 7-9-2023                                                                 | Oslo                                                                     | Norvegia                                                                 | 6 – 0                                                                    | Giordania                                                                | Amichevole                                                               | -                                                                                 | Cap: I.Haddad                                                            |
| 12-9-2023                                                                | Baku                                                                     | Azerbaigian                                                              | 2 – 1                                                                    | Giordania                                                                | Amichevole                                                               | Nizar Al Rashdan                                                                  | Cap: H. Al-Dardour                                                       |
| 13-10-2023                                                               | Amman                                                                    | Giordania                                                                | 1 – 3                                                                    | Iran                                                                     | Amichevole                                                               | Yazan Al-Naimat                                                                   | Cap: I.Haddad                                                            |
| 17-10-2023                                                               | Amman                                                                    | Giordania                                                                | 2 – 2 (3 - 5 dtr)                                                        | Iraq                                                                     | Amichevole                                                               | 2 Yazan Al-Naimat                                                                 | Cap: Y. Abu Layla                                                        |
| 16-11-2023                                                               | Dushanbe                                                                 | Tagikistan                                                               | 1 – 1                                                                    | Giordania                                                                | Qual. Mondiali 2026                                                      | Yazan Al-Naimat                                                                   | Cap: I.Haddad                                                            |
| 21-11-2023                                                               | Amman                                                                    | Giordania                                                                | 0 – 2                                                                    | Arabia Saudita                                                           | Qual. Mondiali 2026                                                      | -                                                                                 | Cap: I.Haddad                                                            |
| 28-12-2023                                                               | Beirut                                                                   | Libano                                                                   | 2 – 1                                                                    | Giordania                                                                | Amichevole                                                               | Hamza Al-Dardour                                                                  |                                                                          |
| 5-1-2024                                                                 | Doha                                                                     | Qatar                                                                    | 1 – 2                                                                    | Giordania                                                                | Amichevole                                                               | Yazan Al-Naimat Ali Olwan (rig.)                                                  |                                                                          |
| 9-1-2024                                                                 | Doha                                                                     | Giappone                                                                 | 6 – 1                                                                    | Giordania                                                                | Amichevole                                                               | Saleh Rateb                                                                       |                                                                          |
| 15-1-2024                                                                | Al Wakrah                                                                | Malaysia                                                                 | 0 – 4                                                                    | Giordania                                                                | Coppa d'Asia 2023 - 1º turno                                             | 2 Mahmoud Al-Mardi 2 Musa Al-Taamari 1 (rig.)                                     | Cap: I.Haddad                                                            |
| 20-1-2024                                                                | Doha                                                                     | Giordania                                                                | 2 – 2                                                                    | Corea del Sud                                                            | Coppa d'Asia 2023 - 1º turno                                             | autorete Yazan Al-Naimat                                                          | Cap: I.Haddad                                                            |
| 25-1-2024                                                                | Al Rayyan                                                                | Giordania                                                                | 0 – 1                                                                    | Bahrein                                                                  | Coppa d'Asia 2023 - 1º turno                                             | -                                                                                 | Cap: A. Bani Yaseen                                                      |
| 29-1-2024                                                                | Al Rayyan                                                                | Iraq                                                                     | 2 – 3                                                                    | Giordania                                                                | Coppa d'Asia 2023 - Ottavi di finale                                     | Yazan Al-Naimat Yazan Abu Arab Nizar Al Rashdan                                   | Cap: I.Haddad                                                            |
| 2-2-2024                                                                 | Al Rayyan                                                                | Tagikistan                                                               | 0 – 1                                                                    | Giordania                                                                | Coppa d'Asia 2023 - Quarti di finale                                     | autorete                                                                          | Cap: I.Haddad                                                            |
| 6-2-2024                                                                 | Al Rayyan                                                                | Giordania                                                                | 2 – 0                                                                    | Corea del Sud                                                            | Coppa d'Asia 2023 - Semifinale                                           | Yazan Al-Naimat Musa Al-Taamari                                                   | Cap: I.Haddad                                                            |
| 10-2-2024                                                                | Lusail                                                                   | Giordania                                                                | 1 – 3                                                                    | Qatar                                                                    | Coppa d'Asia 2023 - Finale                                               | Yazan Al-Naimat                                                                   | Cap: I.Haddad                                                            |
| 21-3-2024                                                                | Islamabad                                                                | Pakistan                                                                 | 0 – 3                                                                    | Giordania                                                                | Qual. Mondiali 2026                                                      | 2 Musa Al-Taamari Ali Olwan (rig.)                                                | Cap: I.Haddad                                                            |
| 26-3-2024                                                                | Amman                                                                    | Giordania                                                                | 7 – 0                                                                    | Pakistan                                                                 | Qual. Mondiali 2026                                                      | 3 Musa Al-Taamari Yazan Al-Naimat (rig.) Saed Al Rosan Ali Olwan Mahommad Sharara | Cap: I.Haddad                                                            |
| Totale                                                                   |                                                                          | Presenze                                                                 | 18                                                                       |                                                                          | Reti                                                                     | 32                                                                                |                                                                          |

## Palmarès

### Giocatore

#### Competizioni nazionali
- Coppa del Marocco: 1

FUS Rabat: 1994-1995
- Qatar Stars League: 1

Al-Sadd: 1998-1999
- Coppa dell'Emiro del Qatar: 2

Al-Sadd: 1999-2000, 2000-2001
- Coppa di Qatar: 1

Al-Sadd: 1998
- Coppa dello Sceicco Jassem: 3

Al-Sadd: 1997, 1999, 2001
- Coppa del Presidente degli Emirati Arabi Uniti: 1

Sharjah: 2002-2003

### Allenatore

#### Competizioni nazionali
- Coppa del Marocco: 1

FUS Rabat: 2009-2010
- Qatar Stars League: 1

Al-Sadd: 2012-2013
- Coppa dell'Emiro del Qatar: 2

Al-Sadd: 2013-2014, 2014-2015
- Coppa dello Sceicco Jassem: 1

Al-Sadd: 2014
- Coppa di Lega emiratina: 1

Al-Jazira: 2024-2025

#### Competizioni internazionali
- Coppa della Confederazione CAF: 1

FUS Rabat: 2010
- CAF Champions League: 1

Wydad Casablanca: 2017